# Leptopanorpa cingulata
Leptopanorpa cingulata är en näbbsländeart som först beskrevs av Günther Enderlein 1912.  Leptopanorpa cingulata ingår i släktet Leptopanorpa och familjen skorpionsländor. Inga underarter finns listade i Catalogue of Life.